# Das Haus der langen Schatten
Das Haus der langen Schatten (Originaltitel House of the Long Shadows) ist eine britische Horrorkomödie aus dem Jahr 1983. Die Hauptrollen sind mit Vincent Price, Christopher Lee, Peter Cushing und John Carradine prominent besetzt. Der Film basiert auf der Geschichte Seven Keys to Baldpate von Earl Derr Biggers. Der Soundtrack zum Film wurde von Richard Harvey komponiert.

## Handlung
Der junge Autor Kenneth Magee wettet 20.000 Dollar, dass er innerhalb von 24 Stunden einen Roman mit dem Kaliber von Wuthering Heights schreiben könne. Um in die richtige Stimmung für sein Werk zu kommen, zieht Magee in ein verlassenes Anwesen in Wales. Bei seiner Ankunft muss Magee jedoch feststellen, dass das Anwesen noch von Lord Grisbane und seiner Tochter Victoria bewohnt wird. Dennoch wird ihm gestattet, als Gast im Haus zu bleiben. Während in der Nacht ein Sturm aufzieht, kommen weitere Angehörige ins Haus, darunter Lord Grisbanes Söhne Lionel und Sebastian, die Sekretärin Mary Norton und Corrigan, ein potenzieller Käufer des maroden Anwesens.
Nach einer längeren Diskussion geben die Grisbanes vor ihren Gästen zu, dass sie sich in dieser Nacht versammeln wollten, um Roderick, den dritten Sohn des Lords, aus seiner Gefangenschaft zu befreien. Roderick ist seit 40 Jahren in seinem Zimmer eingesperrt, nachdem er eine Affäre mit einer Vierzehnjährigen begann und diese ermordete, als er erfuhr, dass sie ein Kind von ihm erwartete. Als sie ihn zusammen mit den anderen Gästen aus seinem Zimmer befreien wollen, stellen die Grisbanes jedoch fest, dass Roderick aus dem Zimmer geflohen ist. Kurze Zeit später erleidet Lord Grisbane durch den Schreck einen tödlichen Herzinfarkt. Magee kündigt daraufhin an, die Polizei zu verständigen, als ein Schrei zu hören ist und Victoria stranguliert aufgefunden wird. Corrigan, Magee und Mary beschließen daraufhin zu fliehen, müssen jedoch feststellen, dass die Reifen ihrer Autos zerstochen wurden. Kurz darauf treffen Diane und Andrew beim Anwesen ein, die Magee am Bahnhof getroffen hatten und nun Schutz vor dem Sturm suchen. Beide werden jedoch kurze Zeit später ermordet. Diane stirbt beim Waschen ihres Gesichts, da jemand das Wasser im Waschbecken durch Säure ersetzt hat. Andrew wiederum wird vergiftet. Die überlebenden Gäste und Angehörigen beschließen, Roderick zu finden und zu töten.
Magee, Sebastian und Mary entdecken auf ihrer Suche ein geheimes Tunnelsystem hinter einem Bücherregal, das sie nach Roderick durchsuchen. Dabei werden sie jedoch getrennt, und Sebastians Leiche wird kurz darauf an der Decke hängend aufgefunden. Während Mary zurück zu Corrigan und Lionel findet, bleibt Magee weiterhin im Tunnelsystem gefangen. Wenig später enthüllt Corrigan schließlich den Überlebenden, dass er in Wahrheit Roderick sei und bereits vor Jahren aus seinem Gefängnis ausbrach, jedoch ab und an zurückkehrte, um die Illusion zu erwecken, dass er weiterhin im Zimmer gefangen sei. Anschließend tötet er Lionel mit einer Axt. Mary gelingt es zu fliehen, doch Corrigan verfolgt sie durch das ganze Anwesen.
Währenddessen gelingt es auch Magee, aus dem Tunnelsystem zu entkommen. Er begegnet kurz darauf Mary und Corrigan, den er nach einem kurzen Kampf eine Treppe hinabstößt, wodurch er im Fall von seiner Axt getroffen wird. Während Corrigan am Ende der Treppe liegt, betreten die angeblich verstorbenen Gäste und Angehörige den Saal, ebenso steht Corrigan wieder auf. Es stellt sich heraus, dass alles nur ein von Magees Manager arrangierter Scherz war, um die Wette zu gewinnen und Magee zu zeigen, dass es im Leben wichtigere Dinge als Geld gibt.

## Synchronisation
Es existieren zwei deutsche Synchronfassungen. Die erste entstand bei der FFS Film- & Fernseh-Synchron GmbH, München. Til Kiwe schrieb das Dialogbuch und führte Regie. Die zweite entstand bei der Rondo Film Werner Peters GmbH, Berlin. Bernd Liebner schrieb das Dialogbuch und führte Regie.
| Rolle                | Darsteller        | Synchronsprecher (VHS 1984) | Synchronsprecher (TV 1988) |
| -------------------- | ----------------- | --------------------------- | -------------------------- |
| Lionel Grisbane      | Vincent Price     | Thomas Reiner               | Friedrich Schoenfelder     |
| Corrigan             | Christopher Lee   | Alexander Allerson          | Heinz Petruo               |
| Sebastian Grisbane   | Peter Cushing     | Horst Sommer                | Erich Schellow             |
| Kenneth Magee        | Desi Arnaz junior | Sascha Hehn                 | Mathias Einert             |
| Lord Elijah Grisbane | John Carradine    | Til Kiwe                    | Helmut Heyne               |
| Victoria Grisbane    | Sheila Keith      | Marianne Wischmann          | Dagmar Altrichter          |
| Mary Norton          | Julie Peasgood    | Manuela Renard              | Monica Bielenstein         |
| Sam Allyson          | Richard Todd      | Leo Bardischewski           | Hermann Ebeling            |
| Diane Caulder        | Louise English    | Madeleine Stolze            | Dorette Hugo               |
| Andrew Caulder       | Richard Hunter    | Pierre Peters-Arnolds       | Oliver Rohrbeck            |
| Stationsvorsteher    | Norman Rossington | Bruno W. Pantel             | Manfred Grote              |

## Produktion
Der Film wurde in Rotherfield Park, einem Anwesen in der Nähe von Hampshire, gedreht.

## Sonstiges
Das Haus der langen Schatten ist der einzige Film, in dem die vier für ihre Rollen in Horrorfilmen bekannt gewordenen Schauspieler Vincent Price, Peter Cushing, Christopher Lee und John Carradine alle mitspielten. Es ist außerdem der letzte Film, den Cushing und Lee zusammen spielten.
Das Haus der langen Schatten hatte am 17. Juni 1983 Premiere und kostete zirka 7,5 Millionen Dollar.